# Calidota phryganoides
Calidota phryganoides là một loài bướm đêm thuộc phân họ Arctiinae, họ Erebidae.